# Zdrój Królewski w Warszawie
Zdrój Królewski lub Zdrój Stanisława Augusta – studnia znajdująca się na terenie parku im. Romualda Traugutta przy ulicy Zakroczymskiej w Warszawie.
Zdrój został wybudowany w XVIII w., budowa rozpoczęła się w 1770 roku. W XVIII w. cieszył się wielką popularnością, ponieważ korzystali z niego nie tylko podróżni, ale również mieszkańcy niedalekiego warszawskiego Nowego Miasta, choć za wodę pitną trzeba było płacić.

## Architektura i styl
W I połowie XVIII w. Zdrój królewski otrzymał drewnianą konstrukcję, zaś w latach 1770-1772 została ona zamurowana. Budowę sfinansował król Stanisław August Poniatowski (1732-1798), który przeznaczył na budowę źródła 50 dukatów. Studnia była przez dłuższy czas utrzymywana w stylu wczesnego antyku. Jej elewację zdobiło dekoracyjne pasowe boniowanie. W latach 1834–1836 przy studni rozpoczęto prace inżynieryjne pod okiem Edwarda Klopmanna, gdzie osadzeniem rur i skrzyń zajął się Matys, zaś robotami grabarskimi Wagner. Razem przy budowie wodozbioru pracowało ponad 30 ludzi. Zdrój przebudowany został przez H. Marconiego w stylu neogotyckim, Same wejścia zostały zamknięte charakterystycznymi dla tego stylu ostrołukami, a ściany wewnętrzne jak i zewnętrzne zostały pokryte typową, czerwoną cegłą. Natomiast dach zabytku otoczony został ozdobnymi wazami. Ostatecznie całościowy remont przeprowadzono dopiero w latach 1931–1933. Projektantami byli Stanisław Płoski i Andrzej Węgrzecki. Dodali oni elementy, których wcześniej nie było, m.in. dach zwieńczyła krenelażowa attyka. W roku 1959 zadecydowano o rezygnacji z dachu namiotowego.
Na frontowej stronie budowli umieszczono tablicę z łacińskim napisem: „STANISLAUS AUGUSTUS PROSPICIENDO PUBLICAE SALUBRITATI HUNC FONTEM RESTAURARI JUSSIT. ANNO MDCCLXXI”- „Stanisław August w trosce o zdrowie publiczne rozkazał źródło odnowić w roku 1771.” Kopię z tym samym napisem wmurowano na jednej z części, od strony południowej. Wykonawcą tablicy był Michał Dollinger – współpracownik J. Fontany.

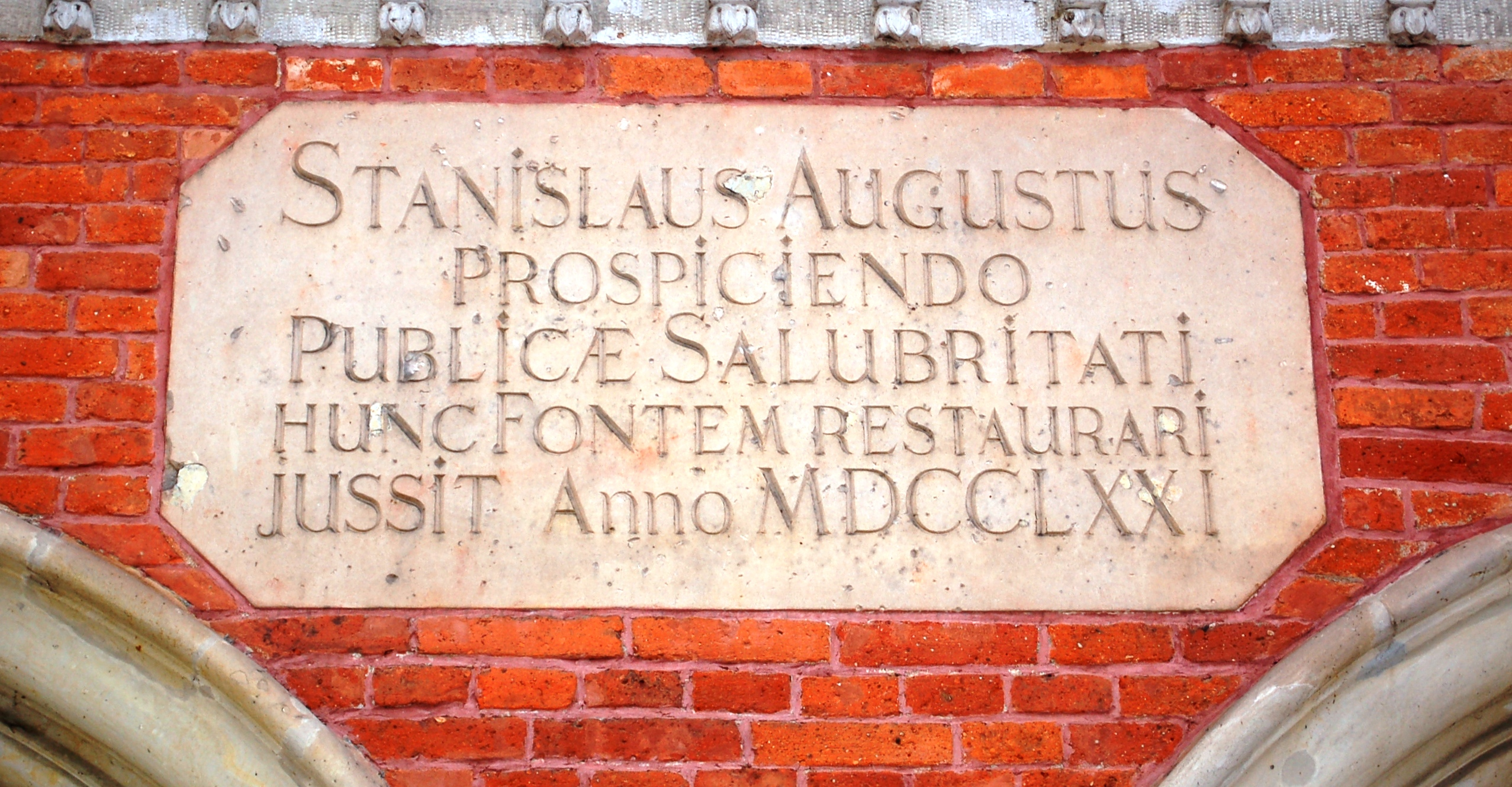
Tablica na budowli
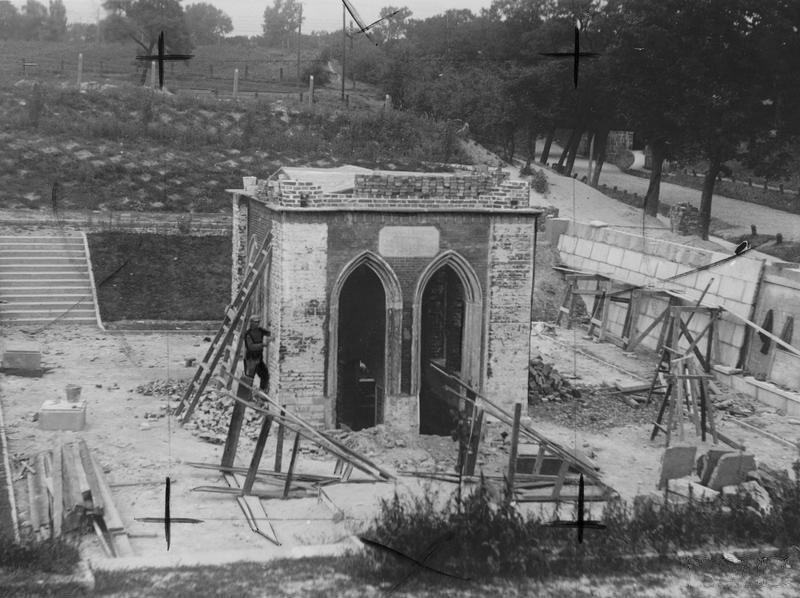
Prace przy odbudowie